# Armando Santiago
Armando Santiago é um compositor, maestro e professor nascido em Lisboa a 18 de junho de 1932 e naturalizado canadiano em 1972. Importante nome na composição de música contemporânea portuguesa e canadiana, estudou com Pierre Schaeffer em Paris, com Franco Donatoni em Siena e com Boris Porena e Goffredo Petrassi em Roma. De 1974 a 1978 foi diretor do Conservatoire de musique du Québec à Trois-Rivières e de 1978 a 1985 foi diretor do Conservatoire de musique du Québec à Québec onde também foi professor de composição.

## Infância e Educação
Nascido em Lisboa em 1932, lá estudou canto e piano antes de ingressar no Conservatório Nacional onde estudou canto, piano e violoncelo e onde obteve também em 1954 o primeiro prémio em história da música e composição musical (1960). Em 1960 vai para Paris para então estudar as técnicas de música concreta com Pierre Schaeffer através do serviço de pesquisa do Office de Radiodiffusion Télévision Française. De 1962 a 1964, através de bolsas que lhe foram atribuídas pelos governos de Portugal e Itália, estudou em Roma com Boris Porena em particular e com Goffredo Petrassi na Accademia Nazionale di Santa Cecilia onde obteve o diploma de estudos superiores de composição. . Prosseguiu ainda os estudos de regência com Hans Münch em Lisboa e Franco Ferrara em Siena.

## Carreira
Numa unica incursão da música para cinema, Armando Santiago escreveu em 1962 música para o unico filme de José Ernesto de Sousa, Dom Roberto, titulo importante do Novo Cinema português.
Armando Santiago ensinou História da Música e Música de Câmara no Conservatório de Santa Cecilia em Lisboa antes de emigrar para o Canadá em 1968 (tendo obtido nacionalidade canadiana em 1972) para ensinar no Conservatoire de musique du Québec à Trois-Rivières. Aqui, ensinou composição, orquestra e mais tarde, em 1974, é apontado como diretor do Conservatório.  Em 1978 foi nomeado diretor do Conservatoire de musique du Québec à Québec tendo mantido este cargo até 1985. No entanto, até 1997, Santiago manteve-se como titular da classe de composição deste Conservatório.
Desde que emigrou em 1968, Armando Santiago trabalhou maioritariamente no Canadá como maestro e compositor para além da já referida atividade pedagógica. De 1973 a 1985 foi maestro convidado da Orquestra de Câmara da Sociedade Radio Canada, no Québec.  Trabalhou também com orquestras como a Trois-Rivières Symphony Orchestra (Canadá) ou Schloss Pommersfelden Collegium Musicum SO (Alemanha,1984). Armando Santiago é também membro da Canadian League of Composers.
A propósito de uma homenagem feita a Armando Santiago em 1977, a sala de concertos do Conservatoire de Musique de Trois-Rivières tem o seu nome.

## Composições
As composições de Armando Santiago compreendem a música para solista (ex.: Neume III para Viola Solo), música de câmara (ex.:Sonata 68), orquestra e músical vocal. Armando Santiago fala-nos numa entrevista organizada pelo Atelier de Composição que a sua composição se rege essencialmente por 4 axiomas.
Algumas outras obras de destaque são:Suite para Fagote e Piano (1960), Soneto de Camões p/ Baritono e Orquestra de Cordas (1966), Requies p/ Coro Masculino e 25 instrumentos (1979-83), Undecassônia (1975) e Trame (1985-9) para orquestra, Sinfonia (1966) Sonata 1968 (encomendada pela Universidade de Lisboa em 1968 mas apenas estreada no ano de 2000), Simetrias (1970), Prismes (1970), Heterogenia-Movimento per 32 solisti (1971, encomendada pela Fundação Calouste Gulbenkian), e Musique pour quatre (1988).
1. 1 2  Suzanne Thomas. «Armando Santiago». The Canadian Encyclopedia. Consultado em 25 de abril de 2010
2. 1 2  "Armando Santiago: de la musique au roman.". Linda Corbo. Le Nouvelliste, 22 January 2011
3. ↑  Words & Music. Vol. 11, Issues 3-4. Society of Composers, Authors and Music Publishers of Canada; 2004. p. 8.
4. ↑  «Armando Santiago – Meloteca». www.meloteca.com. Consultado em 9 de junho de 2023
5. ↑  «Centro de Investigação & Informação da Música Portuguesa». www.mic.pt. Consultado em 9 de junho de 2023
6. ↑  Armando Santiago à conversa com Virgilio Melo_ https:// www.youtube.com/watch?v=iP7mW2xFdJ4